# 마리아 라우니오

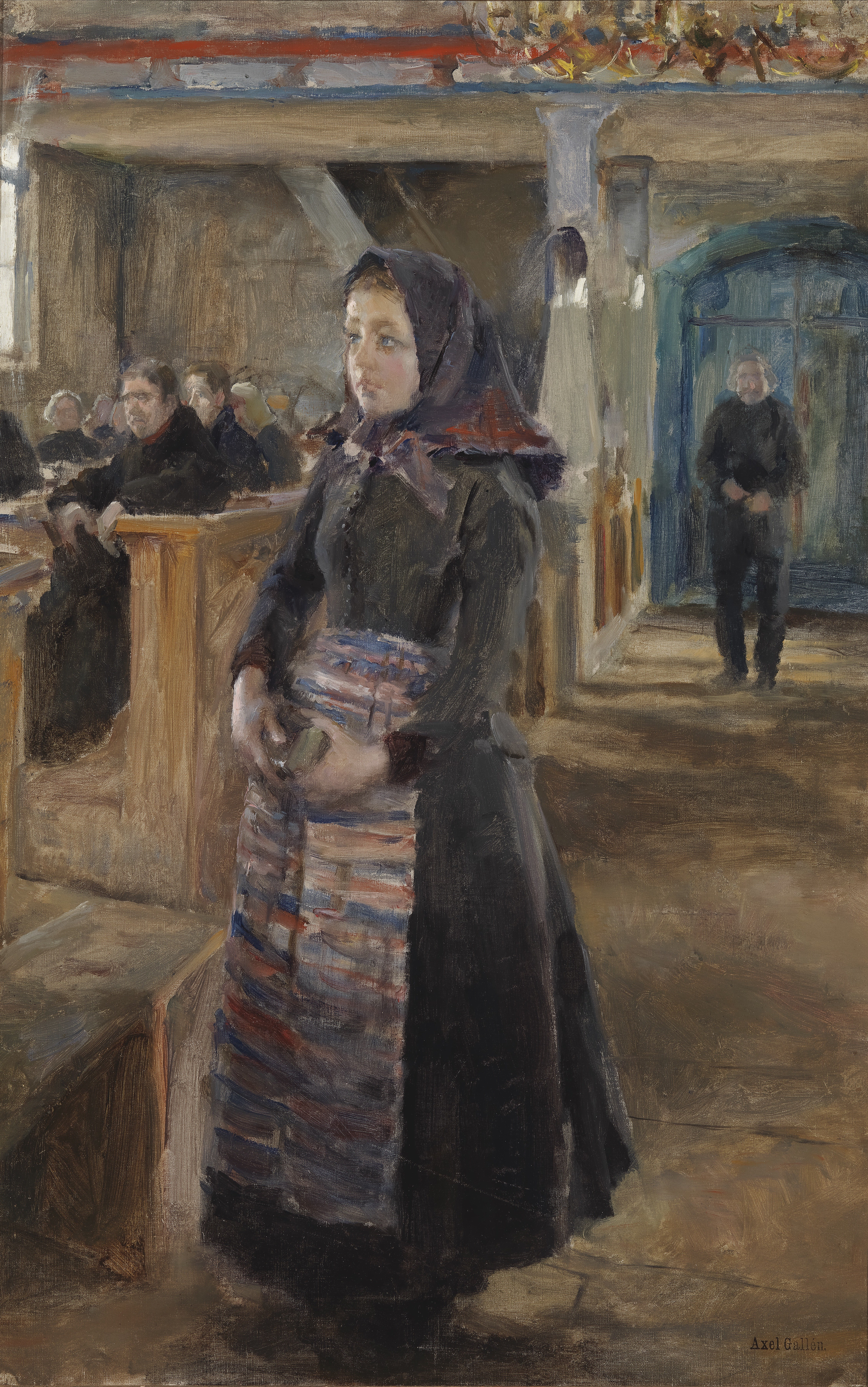
악셀리 갈렌칼렐라, 《케우루 구교회의 소녀》

마리아 라우니오(핀란드어: Maria Raunio: 1872년 5월 26일-1911년 9월 3일)는 핀란드의 정치인이다.
재단사 에를란드 사리넨(Erland Saarinen)과 그 아내 크리스티나 헬렌(Kristiina Hellén)의 딸로 태어났다. 초등교육을 마친 뒤 케우루와 탐페레에서 침모로 일했다. 1895년 카를레 쿠스타 플린탄(Kaarle Kustaa Flintan, 나중 성 라우니오)과 결혼하여 슬하에 일곱 자녀를 낳았다. 부부는 1899년 케우루에 설립된 노동자협회에서 활발히 활동했다.
1904년 남편 카를레 라우니오가 빈곤을 못 견디고 처자식을 떠나 미국으로 이주했다. 마리아 라우니오는 1905년 총파업을 거치면서 정치에 참여했고 아이들은 케우루 고향집의 부모에게 맡겼다. 탐페레에서 칸산 레흐티 지의 직원으로 일했고 핀란드 사회민주당 중앙수오미 지역 대변인을 역임했다.
1907년-1909년 바사 동부 선거구에서 의원을 역임했다. 1910년 총선에서는 당내 노선 분쟁으로 인해 공천을 받지 못하자 미국으로 이주했다. 미국에서도 노동운동에 참여하면서 토베리타르 지 기자로 일하다 1911년 9월 자살했다.
1889년 17세였을 때 악셀리 갈렌칼렐라의 그림 케우루 구교회의 소녀의 모델이 되었다.